# Pseudomyrmex atripes
Pseudomyrmex atripes es una especie de hormiga del género Pseudomyrmex, subfamilia Pseudomyrmecinae. Fue descrita por Smith en 1860.